# Jean-Paul Bourre
Pour les articles homonymes, voir Bourre.
Jean-Paul Bourre, né le 17 novembre 1946 à Clermont-Ferrand (Puy-de-Dôme) et mort le 25 octobre 2023 dans le 12e arrondissement de Paris, est un écrivain et un journaliste de presse et de radio français.

## Biographie
Après une adolescence de blouson noir, il publie, en 1978, aux éditions Belfond, Les sectes Lucifériennes aujourd’hui, qui retranscrit les événements des années 1970 - en rupture avec la mouvance beatnik de l’époque.
Jean Paul Bourre est, dans les années 1980, rédacteur en chef de la revue d'ésotérisme L'Autre Monde. Il écrit plusieurs articles dans différentes revues comme Horizons du fantastique, Le Monde inconnu, Le Point d'être, Roman(s), L'Imbécile de Paris, Tao, Rock et Folk, Absolu. Il donne aussi des conférences dont certaines font polémique[réf. nécessaire].
Fortement marqué par la vision sophistique et présocratique des anciens Grecs, il se dit inspiré par Nietzsche, Knut Hamsun, Rimbaud, Nerval, Dostoïevski, Thomas Bernhard, les romantiques français et allemands, Sade, Léon Bloy, Jack Kerouac et la Beat Generation. Il a été proche de diverses mouvances d'extrême droite, notamment dans sa composante identitaire,.
Jean-Paul Bourre passe quelque temps au Liban aux côtés du général Aoun en décembre 1989, d'où il rapporte Génération Aoun publié chez Robert Laffont, puis en Croatie au début de la guerre serbo-croate, toujours dit-il, dans la vision « Fort Alamo », c'est-à-dire, précise-t-il, « dans cette vision héroïque héritée des livres d'aventures que je lisais dans les années cinquante ».
La plupart de ses livres sont des comptes-rendus d'expériences personnelles. C'est un critique de la société de consommation qui a perdu ses héros jusqu’au-boutistes (voir, par exemple, son livre Génération Chaos paru en 1998 aux Belles Lettres).
En 2003, il publie, toujours aux Belles Lettres, Guerrier du rêve, une autobiographie où il évoque « ses nuits au Palladium et son intérêt pour l'ancien paganisme, le Liban, et Venise, ses frasques et son ascétisme des années 60, le Rock 'n' roll et Gérard de Nerval, les années 1980 avec la naissance des radios libres ». Dans un livre paru aux éditions Camion Noir, Quand j'étais blouson noir, il raconte le début des années soixante tel qu'il l'a vécu, à travers le rock, les westerns américains, et la Fureur de vivre.
En 2004, il publie pour la première fois un roman policier politico-ésotérique, L'élu du serpent rouge, aux éditions des Belles Lettres.
À la suite de la mise en demeure du CSA concernant des propos jugés « injurieux, insultants et racistes » qu'il a tenus sur l'antenne de la radio Ici et Maintenant diffusés le 27 octobre 2011, il est suspendu d'antenne en janvier 2012. Il revient sur l'antenne en février 2013. À partir de décembre 2011, il publie sur YouTube et son compte Facebook plusieurs vidéos sur le jeu de rôle Skyrim. En avril 2012, il publie Le temps du loup - Demain la guerre civile aux éditions Alexipharmaque.
Il décède en 2023 des suites d'un cancer.

## Œuvres

### Romans
- Les Immortels, Paris, Média 1000, 1980 (roman policier)
- Les Nonnes rouges, Paris, Média 1000, 1981 (roman policier)
- La Mecque de glace, Paris, Robert Laffont, 1981 (roman)
- Aga Khan, les princes nomades, Paris, Encre, 1982 (roman)
- Les Derniers Matins du monde, Paris, Magrie, 1992 (roman)
- Tarzan et moi, Paris, Zulma, 2002 (roman)

### Poésie
- Les Clairières du dessous, poèmes, Paris, Millas Martin, 1966
- Les Diamants de l'aube, poèmes, Paris, Millas Martin, 1970
- Les Fils du Feu, chez l'auteur, 1971
- Créations Christian Gorce, poèmes, Paris, C. Gorce, 1977
- Café Hawelka, Paris, Magrie (préf. de Hubert Haddad) (journal, fragments, poésie), 1994

- Journées d'exil, poèmes, Paris, Bernard Dumerchez, Double Hache, 2001

### Autobiographies
- Le Buveur d'enfance, Paris, Littera, 1994
- Voyage au pays d'enfance, Paris, Les Belles Lettres, 1997[17]
- Guerrier du rêve, Paris, Les Belles Lettres, 2003 ; réed. augmentée (avec 300 photos), 2011, Paris, Camion noir.
- Quand j'étais blouson noir, Paris, Scali, 2007 ; réed. Paris, Camion noir, 2009 (avec photos).

### Essais
- L'Orgueil des fous, Paris, Encre, 1979 (essai)
- Opéra et cinéma, préface de Daniel Mesguich, Paris, Henri Veyrier, 1987
- Le Journal de Charenton suivi de Testament, Donatien Alphonse François de Sade, récit d'une détention, Paris, Magrie, 1993, 93 p
- Ave Maria, Paris, Dualpha, 2000 (préf. de Skyman) (essai, histoire), 165 p.
- Sexe, sang et rock'n'roll, (préf. de Patrick Eudeline), Paris, Scali, 2007 (essai) ; rééd. revue et augmentée, Paris, Camion noir, 2009
- Le Monde de Warcraft, (préf. Pierre Lembeye), Paris, Scali, 2007
- Ca'Dario : la malédiction d'un palais vénitien, Paris, Les Belles Lettres, 2011 (document, histoire, essai)
- Le Temps du loup : demain, la guerre civile, entretiens, Paris, Alexipharmaque, 2012
- Le Réveil de Kernunos, entretiens avec Tony Baillargeat, Paris, Alexipharmaque, 2013
- L'Épopée des Arvernes, Éditions Éleusis, 2020

### Société
- Génération Aoun, Paris, Robert Laffont, 1990 (reportage)
- Croatia, Paris, Magrie, 1994 (récit)
- Génération chaos, Paris, Les Belles Lettres, 1998

### Ésotérisme
- Le Tarot tantrique, Paris, M.N.C, 1978
- Les Sectes lucifériennes, Paris, Éditions Belfond, 1978. (document, essai)
- Le Vampirisme aujourd'hui, Paris, A. Lefeuvre, 1978
- Le Culte du vampire aujourd'hui, Paris, Alain Lefeuvre, 1978
- Les Enfants extra-sensoriels et leurs pouvoirs, Paris, Tchou, 1978 ; réed. Ed. Rombaldi, 1979
- Messes rouges et romantisme noir, Paris, Alain Lefeuvre, 1980
- Dracula et les vampires, Paris, Éditions du Rocher, 1981 ; rééd. Paris, France-Loisirs, 1982 ; rééd. augmentée Paris, Camion Noir, 2010
- Les Celtes dans la Bible, Paris, Robert Laffont, collection Les Énigmes de l'Univers, 1984
- Le Sang, la mort et le diable, Paris, Henri Veyrier, 1985
- Les Vampires, Paris, M.A. Éditions, 1986
- Guide de la quatrième dimension, avec Sophie Schallenberg, Paris, Henri Veyrier, Artefact, 1986
- Rencontres avec l'invisible, Paris, M.A. Éditions, 1986
- Prophète et prophéties, Paris, M.A. Éditions, 1987
- Les Mutants (sous le nom Brian Barrett), Paris, Henri Veyrier, 1987
- Histoire des sorcières, Paris, Bartillat, 1987 (en collab. avec Patrick Ravignant)
- Les Chouans et la guerre sainte, Paris, Henry Veyrier, 1989 ; réed. Paris, Dualpha, 2003 (préf. d'André Figuéras)
- L'Or des druides, Paris, Henri Veyrier, 1989 ; rééd. Paris, L'Æncre, 1996 (essai, document)
- Chartres. Guide du pèlerinage, Paris, Guy Trédaniel, 1990
- Voyage au centre de la vie, par la mort nous sortons du temps, Paris, Robert Laffont, 1993 ; rééd. Paris, J'ai Lu, 1995
- La Quête du Graal, du paganisme indo-européen à la Chevalerie chrétienne, Paris, Éditions Dervy-Livres, 1993 (postface Nicolas Bonnal)
- Secrets et Magie de l'Histoire de France, Paris, Claire Vigne, 1995
- Le Graal et L'Ordre Noir, Paris, L'Aencre, 1995 ; réed. rev. corr. et augm. Paris, Déterna, 1999
- Dictionnaire templier, Paris, Dervy-Livres, 1995
- Mondes et Univers parallèles. À travers l'imaginaire et les sciences, Paris, Fillipacchi, 1996
- Le Message des prophètes, Paris, Dangles, 1998
- Les Lansquenets : un combat pour l'Empire 165 p., Paris, Dualpha, 1999
- Préceptes de vie du guerrier de Lumière, Paris, Le Seuil, Points Sagesses, 2002
- Préceptes de vie issus de la sagesse amérindienne, Paris, Le Seuil, Points Sagesses, 2002 ; rééd. Paris, Presses du Châtelet, 2010
- Les Sorcières, Paris, Trajectoire, 2004
- Méditations chrétiennes, Méditations du Tao - rassemblées et présentées, Méditations bouddhistes, Paris, Presses du Châtelet, 2004
- L'Élu du Serpent rouge, Les belles Lettres, 2004 (polar ésotérique) (voir le texte de Jean Parvulesco repris dans la Confirmation Boréale, Paris, Alexipharmaque, 2010)
- Le Culte du vampire, Paris, INRI, 2006
- Le Crépuscule des Dieux et autres histoires, Paris, Le Pré aux Clercs, 2007
- Les Sectes luciférienne suivi des Fils du Feu, Paris, INRI, 2008
- Préceptes de vie issus de la sagesse druidique, Paris, Les Presses du Châtelet, 2009
- (de) Keltische Weisheiten, Kindle Edition, (traduction : Elisabeth Liebl), 2011
- Beat Generation, Editions Dehache, 2020
- Sagesses Druidiques, Paris,Le Duc poche 2021

### Biographies littéraires
- Gérard de Nerval, Paris, Bartillat, 2001 (préf. d'Hubert Haddad)[18]
- Villiers de l'Isle-Adam, splendeur et misère, Paris, Les Belles Lettres, 2002

### Biographies musicales
- David Bowie, Paris, Encre, 1984
- Bob Dylan, vivre à plein, Paris, Éditions du Cerf, 1986
- Michael Jackson, fabrication d'un Monstre, Paris, Les Belles Lettres, 1997
- Mythes et légendes du rock, 210 p., Paris, Bartillat, 2000 (essai)
- Bad, Michael Jackson le mutant, 154 p., Paris, Bartillat, 2004
- Johnny Hallyday confidential, Paris, Scali, 2008 ; Paris, Camion blanc, 2010[19]
- John Lennon, le Beatle assassiné, Paris, Encre, 1983 ; réed. Paris, Dualpha, 2000 (préf. de Nicolas Raletz) ; réed. Paris, Camion blanc, 2010